# Kota Pari
Kota Pari is een bestuurslaag in het regentschap Serdang Bedagai van de provincie Noord-Sumatra, Indonesië. Kota Pari telt 6062 inwoners (volkstelling 2010).